# Acanthobrama
Acanthobrama – rodzaj ryb z rodziny karpiowatych (Cyprinidae).

## Występowanie
Wody słodkie i słonawe Eurazji.

## Klasyfikacja
Gatunki zaliczane do tego rodzaju:
- Acanthobrama centisquama
- Acanthobrama hadiyahensis
- Acanthobrama hulensis
- Acanthobrama lissneri
- Acanthobrama marmid
- Acanthobrama microlepis
- Acanthobrama persidis
- Acanthobrama telavivensis
- Acanthobrama tricolor
- Acanthobrama urmianus

Gatunkiem typowym jest Acanthobrama marmid.